# Annie Pietri
Annie Pietri (Párizs, 1956. október 23. –) francia író, több Versailles környezetében játszódó regény szerzője.

## Élete
1956-ban született Párizsban, ahol jelenleg is él. Először orvos akart lenni, de végül logopédus lett. Ekkor kezdett az irodalom iránt érdeklődni és több, úgynevezett „játszó könyvet” írt. Az igazi népszerűséget a történelmi regényei hozták. Első ilyen regénye a Versailles narancsfái volt. A könyvei nagyon népszerűek a francia ifjúság körében. Legtöbb könyve Versailles-hoz köthető. Könyvei nem az akkori történelmi események, hanem a Napkirály környezetének az élete ihlette.

## Néhány könyve
- Versailles narancsfái
- A Napkirály kémnője
- A rubin nyakék
- Az aranykezű Carla

## Magyarul
- A Napkirály kémnője; ford. Burján Monika; Móra, Bp., 2010